# Diallinas-Amalric-Syndrom
Die Diallinas-Amalric-Syndrom ist eine sehr seltene angeborene Erkrankung mit einer Kombination von Makuladystrophie mit Taubheit, Iris-Heterochromie und Megalokornea beidseits.
Synonyme sind: Amalric-Syndrom; Makuladystrophie bei Taubstummheit; englisch deaf mutism-foveal dystrophy
Die offenbar ungebräuchliche Bezeichnung bezieht sich auf die Autoren der Erstbeschreibung aus dem Jahre 1959 durch den französischen Augenarzt Pierre Amalric (1923–1999) und im Folgejahr durch den griechischen Augenarzt Nicolaos Pindaros Diallinas.

## Verbreitung
Die Erkrankung tritt familiär auf, vermutlich erfolgt die Vererbung autosomal-rezessiv.

## Klinische Erscheinungen
Klinische Kriterien sind:
- angeborene Innenohrschwerhörigkeit evtl. Taubstummheit
- atypische Retinopathia pigmentosa (Makuladystrophie) ohne Nachtblindheit

Hinzu kann eine Arachnodaktylie kommen.

## Differentialdiagnose
Abzugrenzen sind:
- Alport-Syndrom
- Alström-Syndrom
- Behr-Syndrom I
- Cockayne-Syndrom
- Waardenburg-Syndrom
- Laurence-Moon-Biedl-Bardet-Syndrom
- Refsum-Syndrom
- Morbus Stargardt
- Usher-Syndrom